# محفوظ صابر
محفوظ صابر عبد القادر (1945 - 24 فبراير 2023) مواليد محافظة الغربية، تخرج في كلية الحقوق بجامعة الإسكندرية عام 1965 بتقدير عام «جيد جدًا»، وعين فور تخرجه معاونًا للنيابة العامة حيث تدرج في مناصبها المختلفة إلى أن وصل إلى درجة رئيس نيابة من الفئة (أ) عام 1980، ثم محاميًا عامًا بالنيابة العامة عام 1983، ثم محاميًا عامًا أول عام 1990.

## عمله
وشغل المستشار محفوظ صابر درجة رئيس بمحكمة الاستئناف اعتبارًا من عام 1992، ثم وكيلاً أول لإدارة التفتيش القضائى عام 2006، ثم مساعدًا لوزير العدل لشئون التفتيش القضائى اعتبارًا من عام 2009، ثم مساعدًا أول لوزير العدل عام 2012.
وتقدم المستشار صابر في مايو من العام الماضى 2013 بطلب إلى مجلس القضاء الأعلى، لإنهاء ندبه كمساعد أول لوزير العدل، فور تعيين المستشار أحمد سليمان وزيرًا للعدل.. حيث عين في أعقاب ذلك - وبحكم أقدميته - رئيسًا لمحكمة استئناف الإسماعيلية في أول يوليو 2013، ثم رئيسًا لمحكمة استئناف المنصورة إلى جانب توليه رئاسة مجلس الصلاحية والتأديب للقضاة وأعضاء النيابة العامة وذلك اعتبارًا من أول أغسطس 2013 حتى الآن.
وكان قد صدر في 11 يونيو الجارى قرار مجلس القضاء الأعلى لكى يتولى المستشار محفوظ صابر رئاسة محكمة استئناف الإسكندرية وعضوية مجلس القضاء الأعلى اعتبارًا من أول يوليو المقبل، وذلك بحكم أقدميته المطلقة.

## العنصرية
في 4 مايو صرح الوزير محفوط صابر وكان نصه «بأن أبن عامل النظافة لا يمكن أن يصبح قاض» مشيراً إلى أن القاضي لابد أن يكون من وسط راقي